# مقاطعة خوشاب
مقاطعة خوشاب (بالفارسية: شهرستان خوشاب) هي إحدى مقاطعات محافظة خراسان رضوي في إيران. كان عدد سكان المقاطعة سنة 2006 حوالي 37,600 نسمة.